# Novokrilaši
Novokrilaši (Neoptera), infrarazred kukaca s krilima koji zajedno s infrarazredom Palaeoptera (prakrilaši) čini podrazred Pterygota (krilaši).
Takson Neoptera je predložio А.М. Martynov 1923.
- kohorta Acercaria
- kohorta Holometabola
  - Neuropterida
  - Coleoptera
  - Diptera
  - Hymenoptera
  - Lepidoptera
  - Mecoptera
  - Siphonaptera
  - Strepsiptera
  - Trichoptera
  - †Permosialidae
  - †Cavalarva Aristov & Rasnitsyn, 2015
- kohorta Paraneoptera
- kohorta Polyneoptera
- †Perielytrodea
  - †Perielytridae Zalessky, 1948
  - Tetrastigmoptera
  - †Archaemiopteridae Guthorl, 1939
    - †Archaemioptera Guthorl, 1939
    - †Saaromioptera Guthorl, 1963
- Metropatoridae